# Ted Nugent (álbum)
Ted Nugent es el primer disco en solitario de Ted Nugent, lanzado en 1975, luego de su salida del grupo The Amboy Dukes. Para ello reclutó a los músicos Derek St. Holmes (voz, guitarra), Rob Grange (bajo) y Cliff Davies (batería). Contiene los éxitos Stranglehold y Hey Baby.

## Lista de canciones
1. "Stranglehold" – 8:22
2. "Stormtroopin'" – 3:07
3. "Hey Baby" – 4:00
4. "Just What the Doctor Ordered" – 3:43
5. "Snakeskin Cowboys" – 4:38
6. "Motor City Madhouse" – 4:30
7. "Where Have You Been All My Life" – 4:04
8. "You Make Me Feel Right at Home" – 2:54
9. "Queen of the Forest" – 3:34

## Personal
- Derek St. Holmes - voz, guitarra
- Ted Nugent - guitarra, voz
- Rob Grange - bajo
- Cliff Davies - batería